# Nordisk Kollegium
Nordisk Kollegium  blev stiftet i 1942 af H.O. Lange, direktør og grundlægger af Nordisk Fjer, som et hjem for nordiske studerende under deres studietid for dels at forbedre studerendes levevilkår og dels styrke nordisk samarbejde. Opførelsen af kollegiet i 1940-42 blev finansieret af Nordisk Fjer A/S, og frem til Nordisk Fjers konkurs i 1991 var kollegiet støttet økonomisk af Nordisk Fjer først direkte og senere indirekte via H.O. Langes Fond, der ejede et stort antal aktier i Nordisk Fjer A/S. Kollegiet blev på H.O. Langes initiativ gjort til en selvejende institution, og det er derfor, at kollegiet ikke blev til en del af konkursboet efter Nordisk Fjer A/S' betalingsstandsning. 
Kollegiet er beliggende Strandboulevarden 30-32 på Østerbro og huser 129 "alumner" (beboere), der har bestået eksamener svarende til mindst et års studier på en længerevarende videregående uddannelse ved højere læreanstalter i eller i nærheden af København. "NOKO", som kollegiet omtales i det daglige, er et af de få tilbageværende kollegier, hvor der serveres kost tilberedt af kollegiets eget køkkenpersonale. 
Indtil 1971 kunne kun mænd optages på kollegiet, men den 1. januar 1972 flyttede de to første kvindelige alumner, Aase Bøgh og Eva Flinch, ind på kollegiet efter flere års pres på bestyrelsen fra alumnerne og eforen (den daglige leder), Poul Nørregaard Rasmussen. I dag er alumnerne ligeligt fordelt på kvinder og mænd, og der tilstræbes en stor spredning på studier.
Kollegiets trefløjede bygning i national funkisstil er tegnet af Hans Jørgen Kampmann og opført under Besættelsen 1941-42 i især rød tegl samt Faxe-kalksten. Bygningen, der blev indviet den 29. september 1942, blev præmieret af såvel Københavns Kommune som af Foreningen til Hovedstadens Forskønnelse. Kollegiets værelser ligger i de to sidefløje og fælleslokalerne især i sidefløjenes kældre samt i stueetagen i den midterbygning, der forbinder de to sidefløje. Resten af Midterbygningen var oprindeligt Nordisk Fjer A/S' administrationsbygning og er nu en kontorbygning uafhængigt af Nordisk Kollegium. De oprindelige vinduer er delvis af teaktræ. I dele af bygningen (bl.a. hele kontorejendommen) er vinduer og døre blevet skiftet ud.
Den 27. april 1945 blev kollegiet beslaglagt af den tyske besættelsesmagt til brug som lazaret for ca. 500 flygtninge og soldater fra det østlige Tyskland, hvoraf mange døde under opholdet (i den forbindelse blev kollegiets cykelkælder brugt som kapel). Nordfløjen blev taget i brug som kollegium igen i november 1946, og i februar 1947 flyttede der atter alumner ind i sydfløjen. 
Livet på kollegiet omfatter mange traditioner, der løbende udvikles - bl.a. en årlig gallafest og vårfest, semesterstartfester, indflytterfester, en sommerbaraften, en årlig tovtrækning på Kastellet med alumnerne på G.A. Hagemanns Kollegium, der er det kollegium, der ligner Nordisk Kollegium mest, og en årlig turnering med et stort antal forskellige discipliner: NOKO OPEN. 
Hal Koch var efor for kollegiet under krigen.

## Kendte alumner
- Mads Hald Andersen, professor. Alumne 1993-97. Næstformand for kollegiets bestyrelse siden 2017.
- Peter Much Andersen, professor. Alumne 1985-91.
- Poul Antonsen, MF, direktør. Alumne 1955-58. Formand for kollegiets bestyrelse 1993-4.
- Carsten Elbro, professor. Alumne 1980-85.
- Jan Jakob Floryan, journalist. Alumne 1980-82.
- Rasmus Glenthøj, historiker. Alumne 1998-2003.
- Mogens Glistrup, advokat og partistifter mv. Alumne 1948.
- Christian V. Galle Gottlieb, forskningsbibliotekar. Alumne 1985-88.
- Jesper Lau Hansen, professor. Alumne 1987-89. Formand for kollegiets bestyrelse 2005-10.
- Poul Lindegaard Hjorth, professor. Alumne 1949-52.
- Erik Hoffmeyer, nationalbankdirektør. Alumne 1947-49.
- Peter Michael Hornung, kunstredaktør. Alumne 1974-79.
- Lene Louise Bang Jespersen, ambassadør. Alumne 1988-91.
- Jørgen G. Jørgensen, direktør for Dansk Fjernvarme. Alumne 1984-85.
- Stefan Karlsson, professor, direktør for Arni Magnusson Instituttet, Reykjavik. Alumne 1953-91 i flere omgange.
- Iver Kjær, direktør for Det danske Sprog- og Litteraturselskab. Alumne 1961-64.
- Troels Wesenberg Kjær, professor. Alumne 1986-90.
- Carsten Koch, MF, skatteminister, sundhedsminister, direktør. Alumne 1969-71 og viceefor.
- Jens Christian Lorenzen, direktør for Otto Mønsted A/S. Alumne 1969-70.
- Søren Troelsen Lyngsø, fabrikant. Alumne 1942-45.
- Hans Peter Møllgaard, professor. Alumne 1985-89.
- Holger K. Nielsen, partiformand. Alumne: 1973-74.
- Karl Ove Nielsen, professor. Alumne 1944-49.
- Bo Tao Michaëlis, kritiker og forfatter. Alumne 1972-75.
- Claes Nilas, departementschef, 1977-79.
- Lene Broeng Oddershede, professor. Alumne 1993-95.
- Martin Præstegaard, departementschef.
- Søren Riishøj, MF, lektor. Alumne 19??-1974.
- Jørgen Rischel, professor. Alumne 1955-60.
- Poul Schlüter, statsminister. Alumne 1951-53.
- Frederik Schydt, direktør for Beredskabsstyrelsen. Alumne 1969-71.
- Thøger Seidenfaden, redaktør. Alumne 1982.
- Jens Christian Skou, nobelprismodtager. Alumne 1942-44.
- Mikkel Wold, sognepræst. Alumne 1984-89.
- Zakken Worre, professor. Alumne 1948-49.
- Jesper Zeuthen, professor. Alumne 1969-71.
- Kim Østergaard, professor. Alumne 1985-87. Viceefor. Formand for kollegiets bestyrelse siden 2010.
- Karsten Hjorth, statsadvokat. Alumne 1959-62